# سرگئی بابورین
سرگئی بابورین (روسی: Серге́й Николаевич Бабурин؛ زادهٔ ۳۱ ژانویهٔ ۱۹۵۹) سیاست‌مدار اهل روسیه است.
وی همچنین برندهٔ جوایزی همچون نشان دوستی شده‌است.